# Maximiliano Ríos Galleguillos
Maximiliano Ríos Galleguillos (Santiago) es un ingeniero, académico y político chileno, militante del Partido por la Democracia (PPD). En la actualidad ejerce el cargo de alcalde de Lo Prado. Anteriormente, se desempeñó por 14 años como secretario general de la Corporación Municipal de Salud y Educación de Lo Prado.

## Biografía
Es el tercero de los cinco hijos de Gonzalo Ríos Araneda y Laura Galleguillos Tobar. Está casado con la periodista Cristina Soto Messina, ex presidenta del Regional Metropolitano PPD y actual Consejera Regional electa por la provincia de Melipilla, con quien tiene dos hijos, Maximiliano y Gonzalo.  
Cursó su enseñanza básica en el Colegio San Ignacio Alonso Ovalle y terminó su enseñanza media en el colegio Santa María de Santiago. Realizó sus estudios universitarios  en la Universidad de Artes y Ciencias Sociales, ARCIS, donde obtuvo el título de ingeniero comercial. Además es ingeniero (e) industrial titulado en la Universidad Tecnológica Metropolitana (UTEM). Posee también un magíster en filosofía política de la Universidad de Santiago de Chile (USACH) .

### Carrera política
Ingresó al mundo político de manera formal en 2000, cuando comenzó a militar en el Partido por la Democracia (PPD), donde se convirtió en dirigente. Fue elegido presidente provincial de Chacabuco en octubre de 2002. Cuatro años más tarde, en mayo de 2006, fue elegido presidente comunal de Lo Prado. En mayo de 2008 llegó al Consejo Nacional del PPD y ese mismo año entró al área electoral como candidato a concejal por la comuna de Independencia, pero no fue elegido.
En 2010 se encargó de la Comisión Educación del PPD. En las elecciones municipales de 2016 fue candidato a alcalde de Lo Prado por la Nueva Mayoría, siendo electo con un 40,2 % de los votos. Asumió el cargo el 6 de diciembre de ese año.
En 2021, fue reelecto alcalde por la comuna de Lo Prado, hasta el año 2024, con el 60% de los votos a favor.
A la fecha, cumple su tercer período como alcalde de la comuna. Fue reelecto en 2024, con el 56,49% y cumplirá ese rol hasta el 2028. 

### Carrera pública
Desde 1998 hasta 2001 ejerció el cargo director de Administración y Finanzas por tres años en la Municipalidad de Colina. Entre 2002 y 2016 se desempeñó como secretario general de la Corporación de Salud y Educación de Lo Prado, donde trabajó en la construcción y remodelación de los cuatro Cesfam de la comuna. Además, logró entregar los colegios municipales a la administración estatal –Servicio Local de Educación Barrancas-. Durante su gestión, la Corporación Municipal de Lo Prado, fue certificada con la norma de calidad ISO 9001-2008 y se comenzó con el proceso que llevó a la acreditación de calidad del Cesfam Dr. Raúl Yazigi, el primero en lograr este estándar en el sector Salud Occidente.
En 2007 integró la Comisión de Educación de la Intendencia de la  Región Metropolitana en el marco de la Revolución Pingüina. Desde 2009 hasta 2012, desempeñó el cargo de secretario ejecutivo de la Asociación Gremial de Corporaciones Municipales. Fue integrante de la Comisión de Educación creada por la presidenta Michelle Bachelet en 2013.
En 2017 fue nombrado presidente de la Comisión de Educación de la Asociación Chilena de Municipalidades, cargo que ejerció hasta 2019. En 2017 ejerció como  presidente de la  Asociación Gremial de Corporaciones Municipales del país. Hasta el 2025 se desempeñó como presidente de la Comisión de Seguridad de la Asociación Chilena de Municipalidades. 

### Carrera académica
Fue profesor en la Universidad de Artes y Ciencias Sociales (ARCIS) entre 1995 y 2000, cuando dirigió varias memorias para optar al título de ingeniero comercial. Además, entre 1996 y 2000, fue profesor titular de "Política de Negocios". En 1999 fue profesor titular de las cátedras de Optimización, Investigación Operativa y Administración de la Producción, en la carrera de ingeniería comercial, de la misma universidad.

## Historial electoral

### Elecciones municipales de 2008
- Elecciones municipales de 2008, para el concejo municipal de Independencia.[7]

| Candidato                     | Pacto                    | Partido | Votos | %     | Resultado |
| ----------------------------- | ------------------------ | ------- | ----- | ----- | --------- |
| Rodrigo Barco Sánchez         | Alianza                  | RN      | 5679  | 16,49 | Concejal  |
| Pilar Durán Baronti           | Concertación Democrática | PS      | 5215  | 15,14 | Concejal  |
| Margarita Vásquez Contreras   | Alianza                  | UDI     | 3217  | 9,34  | Concejal  |
| América López Moris           | Concertación Democrática | DC      | 2827  | 8,21  | Concejal  |
| Sandra Álvarez Ruiz           | Alianza                  | RN      | 2336  | 6,78  | Concejal  |
| Diego Daneri Armstrong        | Alianza                  | RN      | 1889  | 5,48  |           |
| Roberto Lewin Valdivieso      | Alianza                  | UDI     | 1618  | 4,70  |           |
| Miguel Arancibia Silva        | Concertación Democrática | PS      | 1512  | 4,39  |           |
| Francisco Becerra Rivas       | Concertación Progresista | PPD     | 1302  | 3,78  | Concejal  |
| Elena Salazar Bonta           | Juntos Podemos Más       | PC      | 1264  | 3,67  |           |
| Andrés Parra Vergara          | Concertación Democrática | DC      | 782   | 2,27  |           |
| Luis Herrera Valdebenito      | Concertación Progresista | PR      | 751   | 2,18  |           |
| Víctor Cáceres Morales        | Concertación Progresista | PPD     | 740   | 2,15  |           |
| Reinaldo Guerra Plaza         | Concertación Progresista | PR      | 500   | 1,45  |           |
| Francisca Rosales Acuña       | Juntos Podemos Más       | PC      | 491   | 1,43  |           |
| Patricio Quero Rodríguez      | Por un Chile Limpio      | Ind.    | 410   | 1,19  |           |
| Maximiliano Ríos Galleguillos | Concertación Progresista | PPD     | 405   | 1,18  |           |

### Elecciones municipales de 2016
- Elecciones municipales de 2016, para la alcaldía de Lo Prado[8]

| Candidato                     | Pacto                    | Partido | Votos | %    | Resultado |
| ----------------------------- | ------------------------ | ------- | ----- | ---- | --------- |
| Maximiliano Ríos Galleguillos | Nueva Mayoría            | PPD     | 8305  | 40,2 | Alcalde   |
| Ricardo Flores Gómez          | Chile Vamos              | Ind.    | 6762  | 32,7 |           |
| Felipe Armijo Sánchez         | Justicia y Transparencia | Ind.    | 5616  | 27,2 |           |

### Primarias Ciudadanas 2020
El domingo 13 de diciembre de 2020, en medio de la pandemia por COVID 19 y con la Región Metropolitana en fase 2 del "Plan Paso a Paso", lo que implica una serie de restricciones sanitarias, se llevaron a cabo las primarias de alcalde para elegir al candidato único del PPD en Lo Prado; votaron 5721 personas y el actual alcalde Maximiliano Ríos obtuvo el 86% de los votos (4926), mientras que Gonzalo Navarrete, quien fue alcalde por tres períodos consecutivos de la misma comuna, obtuvo  solo el 14% de los votos escrutados (772).
| Candidato         | votos | %  | Resultado                                          |
| ----------------- | ----- | -- | -------------------------------------------------- |
| Maximiliano Ríos  | 4926  | 86 | Electo candidato para la alcaldía de Lo Prado 2021 |
| Gonzalo Navarrete | 772   | 14 |                                                    |

### Elecciones municipales de 2021
- Elecciones municipales de 2021 para la alcaldía de Lo Prado[10]

| Candidato                     | Pacto                 | Partido | Votos  | %     | Resultado |
| ----------------------------- | --------------------- | ------- | ------ | ----- | --------- |
| Maximiliano Ríos Galleguillos | Unidad por el Apruebo | PPD     | 21.581 | 60,62 | Reelecto  |
| Alejandro Chanique Soto       | Dignidad Ahora        | PH      | 7.031  | 19,75 |           |
| Sebastián Romero Santibáñez   | Chile Vamos           | Ind.    | 6.988  | 19,63 |           |

### Elecciones municipales de 2024
- Elecciones municipales de 2024 para la alcaldía de Lo Prado[5]

| Candidato                     | Pacto                                     | Partido | Votos  | %      | Resultado |
| ----------------------------- | ----------------------------------------- | ------- | ------ | ------ | --------- |
| Maximiliano Ríos Galleguillos | Contigo Chile Mejor                       | PPD     | 34 106 | 56,49% | Reelecto  |
| Jessica Hormazábal Espinoza   | Partido Social Cristiano                  | Ind.    | 5 429  | 8,99%  |           |
| Jimmy Arce Leiva              | Ecologistas, Animalistas e Independientes | Ind.    | 4 668  | 7,73%  |           |
| César Sanhueza Cea            | Independientes                            | Ind.    | 16 170 | 26,78% |           |